# Gran Premio de Japón de Motociclismo de 1990
El Gran Premio de Japón de Motociclismo de 1990 fue la primera prueba de la temporada 1990 del Campeonato Mundial de Motociclismo. El Gran Premio se disputó el 25 de marzo de 1990 en el Circuito de Suzuka.

## Resultados 500cc
La carrera tuvo un protagonista único: el californiano Wayne Rainey. Tras una salida fulgurante tomó la cabeza de la carrera y no la soltó en momento alguno.
| Pos.     | Piloto               | Equipo                | Moto   | Tiempo    | Pts. |
| -------- | -------------------- | --------------------- | ------ | --------- | ---- |
| 1        | Wayne Rainey         | Marlboro Team Roberts | Yamaha | 48:52.475 | 20   |
| 2        | Wayne Gardner        | Rothmans Honda Team   | Honda  | +3.237    | 17   |
| 3        | Kevin Schwantz       | Lucky Strike Suzuki   | Suzuki | +15.556   | 15   |
| 4        | Kevin Magee          | Lucky Strike Suzuki   | Suzuki | +40.689   | 13   |
| 5        | Sito Pons            | Campsa Banesto        | Honda  | +41.008   | 11   |
| 6        | Tadahiko Taira       | Tech 21               | Yamaha | +51.363   | 10   |
| 7        | Pierfrancesco Chili  | Team ROC Elf La Cinq  | Honda  | +51.536   | 9    |
| 8        | Jean-Philippe Ruggia | Sonauto Gauloises     | Yamaha | +53.739   | 8    |
| 9        | Shinichi Itoh        | Team HRC              | Honda  | +1:02.515 | 7    |
| 10       | Juan Garriga         | Ducados Yamaha        | Yamaha | +1:25.526 | 6    |
| 11       | Hikaru Miyagi        | Teera                 | Honda  | +1:29.184 | 5    |
| 12       | Shinji Katayama      | UCC                   | Yamaha | +1:42.002 | 4    |
| 13       | Osamu Hiwatashi      | Schick Advantage      | Suzuki | +1:42.713 | 3    |
| Ret      | Keiji Ohishi         |                       | Yamaha | Ret       |      |
| Ret      | Randy Mamola         | Cagiva Corse          | Cagiva | Ret       |      |
| Ret      | Alex Barros          | Cagiva Corse          | Cagiva | Ret       |      |
| Ret      | Satoshi Tsujimoto    |                       | Suzuki | Ret       |      |
| Ret      | Christian Sarron     | Sonauto Gauloises     | Yamaha | Ret       |      |
| Ret      | Ron Haslam           | Cagiva Corse          | Cagiva | Ret       |      |
| Ret      | Kunio Machii         |                       | Yamaha | Ret       |      |
| Ret      | Eddie Lawson         | Marlboro Team Roberts | Yamaha | Ret       |      |
| Ret      | Mick Doohan          | Rothmans Honda Team   | Honda  | Ret       |      |
| Ret      | Norihiko Fujiwara    | Yamaha Motor Company  | Yamaha | Ret       |      |
| DNS      | Shunji Yatsushiro    | YS Racing             | Honda  | DNS       |      |
| DNQ      | Nicholas Schmassman  | Team Schmassman       | Honda  | DNQ       |      |
| DNQ      | Kenmei Matsumoto     | Meikoh                | Honda  | DNQ       |      |
| Sources: |                      |                       |        |           |      |

## Resultados 250cc
Luca Cadalora fue el primer vencedor de la temporada en la categoría de 250. El italiano superó a Carlos Cardús, que estuvo liderando la prueba durante muchas vueltas. El estadounidense John Kocinski tuvo la pole pero tuvo que entrar en boxes para acabar en zona de puntos.
| Pos. | Piloto               | Moto     | Tiempo    | Pts. |
| ---- | -------------------- | -------- | --------- | ---- |
| 1    | Luca Cadalora        | Yamaha   | 45:55.994 | 20   |
| 2    | Carlos Cardús        | Honda    | +3.700    | 17   |
| 3    | Wilco Zeelenberg     | Honda    | +3.886    | 15   |
| 4    | Dominique Sarron     | Honda    | +4.193    | 13   |
| 5    | Jacques Cornu        | Honda    | +4.360    | 11   |
| 6    | Toshihiko Honma      | Honda    | +6.545    | 10   |
| 7    | Tetsuya Harada       | Yamaha   | +25.457   | 9    |
| 8    | Nobuatsu Aoki        | Honda    | +30.677   | 8    |
| 9    | Masumitsu Taguchi    | Honda    | +53.101   | 7    |
| 10   | Tsutomu Udagawa      | Honda    | +53.312   | 6    |
| 11   | Jochen Schmid        | Honda    | +53.831   | 5    |
| 12   | Jun Suzuki           | Honda    | +59.621   | 4    |
| 13   | Niall Mackenzie      | Yamaha   | +1:11.536 | 3    |
| 14   | John Kocinski        | Yamaha   | +1:14.359 | 2    |
| 15   | Yukio Nukumi         | Yamaha   | +1:15.024 | 1    |
| 16   | Harald Eckl          | Aprilia  | +1:16.516 |      |
| 17   | Yoshiyuki Sugai      | Honda    | +1:16.684 |      |
| 18   | Alan Carter          | Honda    | +1:16.722 |      |
| 19   | Loris Reggiani       | Aprilia  | +1:16.738 |      |
| 20   | Toshinobu Shiomori   | Yamaha   | +1:16.793 |      |
| 21   | Akio Mitoma          | Honda    | +1:26.156 |      |
| 22   | Kevin Mitchell       | Yamaha   | +1:32.242 |      |
| 23   | Erich Neumair        | Yamaha   | +1:43.845 |      |
| 24   | José Barresi         | Yamaha   | +1 Vuelta |      |
| Ret  | Carlos Lavado        | Aprilia  | Ret       |      |
| Ret  | Yoshiari Hori        | Aprilia  | Ret       |      |
| Ret  | Reinhold Roth        | Honda    | Ret       |      |
| Ret  | Andrea Borgonovo     | Aprilia  | Ret       |      |
| Ret  | Masahiro Shimizu     | Honda    | Ret       |      |
| Ret  | Jorge Martínez Aspar | JJ Cobas | Ret       |      |
| Ret  | Kyoji Nanba          | Yamaha   | Ret       |      |
| Ret  | Tadayuki Okada       | Honda    | Ret       |      |
| Ret  | Andreas Preining     | Aprilia  | Ret       |      |
| Ret  | Rachel Nicotte       | Yamaha   | Ret       |      |
| Ret  | K. Ohta              | Honda    | Ret       |      |
| Ret  | Toshiyuki Arakaki    | Honda    | Ret       |      |
| Ret  | Didier de Radiguès   | Honda    | Ret       |      |
| Ret  | Helmut Bradl         | Honda    | Ret       |      |
| DNQ  | Darren Milner        | Aprilia  | DNQ       |      |

## Resultados 125cc
| Pos. | Piloto               | Moto      | Tiempo    | Pts. |
| ---- | -------------------- | --------- | --------- | ---- |
| 1    | Hans Spaan           | Honda     | 39:08.572 | 20   |
| 2    | Stefan Prein         | Honda     | +4.312    | 17   |
| 3    | Koji Takada          | Honda     | +5.126    | 15   |
| 4    | Dirk Raudies         | Honda     | +14.771   | 13   |
| 5    | Kinya Wada           | Honda     | +20.734   | 11   |
| 6    | Loris Capirossi      | Honda     | +23.289   | 10   |
| 7    | Fausto Gresini       | Honda     | +23.361   | 9    |
| 8    | Yoshifumi Ichimiya   | Honda     | +24.121   | 8    |
| 9    | Adi Stadler          | JJ Cobas  | +24.997   | 7    |
| 10   | Yukiho Hinokio       | Honda     | +27.464   | 6    |
| 11   | Fuyuki Yamazaki      | Honda     | +40.719   | 5    |
| 12   | Hisashi Unemoto      | Honda     | +41.890   | 4    |
| 13   | Nobuyuki Wakai       | Honda     | +44.844   | 3    |
| 14   | Soichiro Sato        | Honda     | +53.292   | 2    |
| 15   | Steve Patrickson     | Honda     | +58.210   | 1    |
| 16   | Yosuke Yamakawa      | Honda     | +1:03.757 |      |
| 17   | Shinichi Fujiyama    | Honda     | +1:04.102 |      |
| 18   | Manuel Hernández     | Honda     | +1:30.123 |      |
| 19   | Johnny Wickström     | Honda     | +1:33.011 |      |
| 20   | Maurizio Vitali      | Gazzaniga | +1:34.748 |      |
| 21   | Yukata Fujiwara      | Honda     | +1:34.866 |      |
| 22   | Bady Hassaine        | Honda     | +1:34.940 |      |
| 23   | Stefan Dörflinger    | Aprilia   | +1:38.071 |      |
| 24   | Masayuki Hirose      | Honda     | +1:38.422 |      |
| 25   | Peter Galvin         | Honda     | +2:23.240 |      |
| 26   | Taru Rinne           | Honda     | +1 Vuelta |      |
| Ret  | Masato Shima         | Honda     | Ret       |      |
| Ret  | Julián Miralles      | JJ Cobas  | Ret       |      |
| Ret  | Toshiyuki Okamoto    | Honda     | Ret       |      |
| Ret  | Jorge Martínez Aspar | JJ Cobas  | Ret       |      |
| Ret  | Robin Milton         | Honda     | Ret       |      |
| Ret  | Thierry Feuz         | Honda     | Ret       |      |
| Ret  | Ezio Gianola         | Derbi     | Ret       |      |
| Ret  | Robin Appleyard      | Honda     | Ret       |      |
| Ret  | Manuel Herreros      | JJ Cobas  | Ret       |      |
| Ret  | Allan Scott          | Honda     | Ret       |      |
| Ret  | Stuart Edwards       | Honda     | Ret       |      |
| DNS  | Heinz Lüthi          | Honda     | DNS       |      |
| DNS  | Herri Torrontegui    | Honda     | DNS       |      |
| DNS  | Luis Álvaro          | Derbi     | DNQ       |      |
| DNQ  | Heinz Paschen        | Aprilia   | DNQ       |      |
| DNQ  | Gabriele Gnani       | DNQ       |           |      |
| DNQ  | Stefan Brägger       | Aprilia   | DNQ       |      |